# Benzofuraan
Benzofuraan is een heterocyclische verbinding met als brutoformule C8H6O. Het is een kleurloze olie-achtige vloeistof met een kenmerkende geur. De stof bestaat uit een benzeen- en furaanring die aan elkaar vastzitten. Door de aanwezigheid van de benzeenring is benzofuraan een aromatische verbinding.

## Synthese
Benzofuraan wordt gesynthetiseerd uit een reactie van coumarine en een hydroxide. Dit wordt de Perkin-omlegging genoemd.

## Toxicologie en veiligheid
Benzofuraan polymeriseert traag bij kamertemperatuur, maar sneller onder invloed van hitte en onder invloed van een zure katalysator. De stof is mogelijk carcinogeen voor de mens.